# Nova Impendet
Nova impendet (Latijn voor Een nieuwe (gesel) die dreigt) was een encycliek uitgevaardigd door paus Pius XI op 2 oktober 1931 waarin hij zich uitliet over de Grote Depressie, de wereldwijde economische crisis.
In de encycliek wees Pius XI erop dat de financiële crisis weliswaar alle geledingen van de maatschappij trof, maar de paus maakte zich het meest zorgen over de zwakkeren in de maatschappij – in het bijzonder de kinderen. Om het lot van de zwakkeren te verzachten riep de paus op tot een "kruistocht van liefdadigheid" die voor vertrouwen moest zorgen en uiteindelijk zou resulteren in de oplossing van problemen.
In de encycliek kwam ook de wapenwedloop ter sprake, die niet alleen kostbaar was maar ook rivaliteit tussen de volkeren veroorzaakte. Beter was het volgens de paus wanneer er vanaf de preekstoel en in de pers bemoedigende woorden uitgingen, die tot doel had zich tot God te wenden. Alleen Hij was wellicht in staat de crisis te verkorten.